# Meister des Alltags
Meister des Alltags war eine von April 2012 bis März 2025 ausgestrahlte Fernseh-Quizshow des SWR, in der zwei prominente Zweierteams Fragen um Alltagswissen zu beantworten versuchten. Moderator Florian Weber gab dabei fünf mögliche Antworten vor, die nach „stimmt“ oder „stimmt nicht“ eingeordnet wurden. Die Fragen stammten aus dem alltäglichen Leben (beispielsweise „Was hilft gegen Gerüche?“ „Wer darf nicht an Wahlen teilnehmen?“). Der Erlös der Sendung – für jede richtig zugeordnete Antwort gab es 100 Euro – kam einer Einrichtung aus dem karitativen Bereich zugute, meistens der Aktion Herzenssache. Am 26. Dezember 2016 wurde im SWR eine XXL-Ausgabe ausgestrahlt, in der die vier Hauptakteure von Meister des Alltags gegen die vier Hauptakteure von Sag die Wahrheit antraten. Im März 2022 wurde die 250. Sendung ausgestrahlt.
Aufgrund von Sparmaßnahmen wurde die Sendung Anfang 2025 eingestellt, im September 2024 erfolgte die Produktion einer letzten Staffel. Die letzte Folge lief am 10. März 2025. Seit 2016 sendet Das Erste in seinem Vormittagsprogramm die Wiederholungen der Meister des Alltags, diese sind montags bis freitags zu sehen.

## Mitwirkende
In der Sendung traten zwei Teams an. Zuletzt bestanden die Teams aus Enie van de Meiklokjes (abwechselnd mit Lisa Feller) und Bodo Bach sowie Jessica Schöne und Antoine Monot, Jr.
Von 2012 bis 2022 bestand das zweite Rateteam aus Alice Hoffmann mit einem wechselnden Partner. Diese waren im Laufe der Zeit Guido Cantz, Christoph Sonntag, Christoph Sieber, Wigald Boning, Florian Schroeder, Giovanni Zarrella und Dennis Wilms. Alice Hoffmann selbst wurde teilweise von Meltem Kaptan und Jessica Schöne vertreten.